# Erwin Fassbind
Erwin Fassbind (* 20. Juli 1957) ist ein ehemaliger Schweizer Bobfahrer.

## Karriere
Der Sanitär-Installateur Erwin Fassbind vom Zürcher Bobclub begann seine Karriere als Anschieber von Erich Schärer. Bei den Schweizer Meisterschaften belegte Fassbind mit dem von Schärer gesteuerten Viererbob 1983 und 1985 den vierten Platz, 1984 waren sie Fünfte. 1986 belegte Schärers Vierer den dritten Platz. Bei der Europameisterschaft 1986 in Igls sass Fassbind im Viererbob von Hans Hiltebrand. Hiltebrand steuerte den Bob in der Besetzung Hiltebrand, Kurt Meier, Erwin Fassbind und André Kiser zum Europameistertitel. Bei der Bob-Weltmeisterschaft 1986 auf der Bahn am Königssee trat der Schweizer Viererbob mit Erich Schärer als Piloten an und gewann den Titel. Meier, Fassbind und Kiser waren mit zwei verschiedenen Piloten zu zwei Titeln im gleichen Jahr gefahren.
1987 trat Fassbind mit Hiltebrand an. Bei den Schweizer Meisterschaften belegten die beiden den zweiten Platz im Zweierbob. Der Viererbob mit Hiltebrand, Urs Fehlmann, Fassbind und Kiser gewann den Titel bei der Bob-Weltmeisterschaft 1987. Bei den Olympischen Spielen 1988 belegten Hiltebrand, Fehlmann, Fassbind und Kiser den neunten Platz.